# 桑吉夫·库马尔

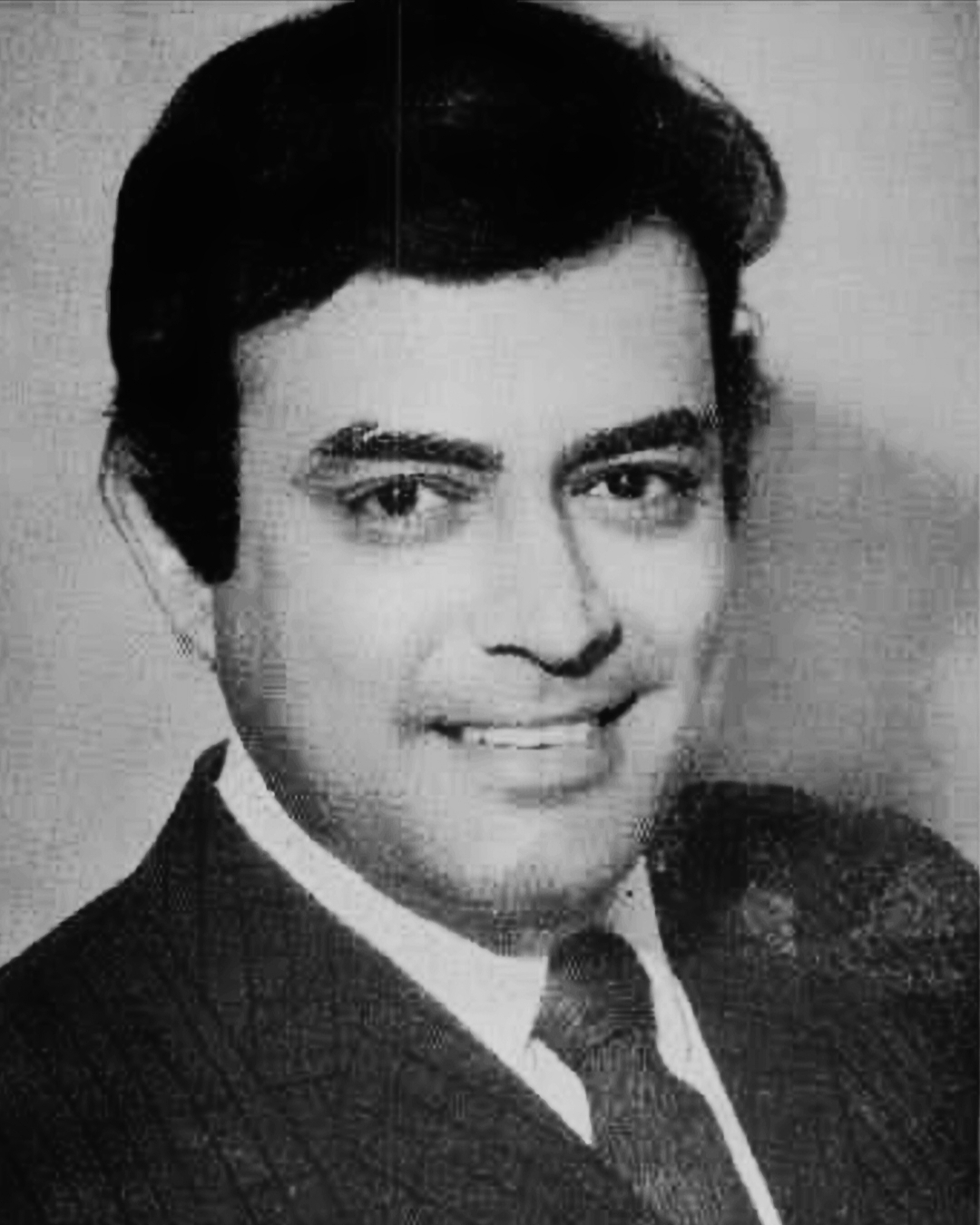
桑吉夫·库马尔

桑吉夫·库马尔（Sanjeev Kumar ， 1938年7月9日 – 1985年11月6日） 是一位印度演员。 在Rediff.com的一项民意调查中，他被评为印度电影史上第七伟大的演员。 他曾获得两项印度國家電影獎最佳男主角奖。